# Celebrity Edge
Die Celebrity Edge ist ein Kreuzfahrtschiff der Reederei Celebrity Cruises. Es ist das Typschiff der mit sechs Einheiten geplanten Edge-Klasse und wurde im Dezember 2018 in Dienst gestellt.

## Geschichte
Anfang Dezember 2014 schlossen Royal Caribbean Cruises Ltd. und STX France eine Absichtserklärung über den Bau von zwei Schiffen mit Ablieferung 2018 und 2020. Die Celebrity Edge wurde am 1. Februar 2015 bestellt. Der Bau begann am 21. November 2016. Die Kiellegung der Celebrity Edge fand am 14. Juni 2017 in der Werft von Chantiers de l’Atlantique in Saint-Nazaire statt. Das Schiff wurde am 22. Januar 2018 ausgedockt. Am 27. Juli 2018 legte es zu seiner ersten Probefahrt ab, die letzte dieser Fahrten wurde im September erfolgreich beendet. Die Celebrity Edge wurde am 31. Oktober 2018 abgeliefert. Die Premierenfahrt des Schiffes war eine Transatlantikreise ab dem 6. November 2018, gefolgt von zwei weiteren Premierenfahrten zu Werbezwecken im November und Dezember 2018. Die offizielle Jungfernfahrt erfolgte schließlich am 9. Dezember.
Die Celebrity Edge ist in Fort Lauderdale stationiert, von wo aus sie in den Wintermonaten Fahrten in die Karibik unternimmt. In den Sommermonaten ist sie im Mittelmeer im Einsatz.

## Beschreibung

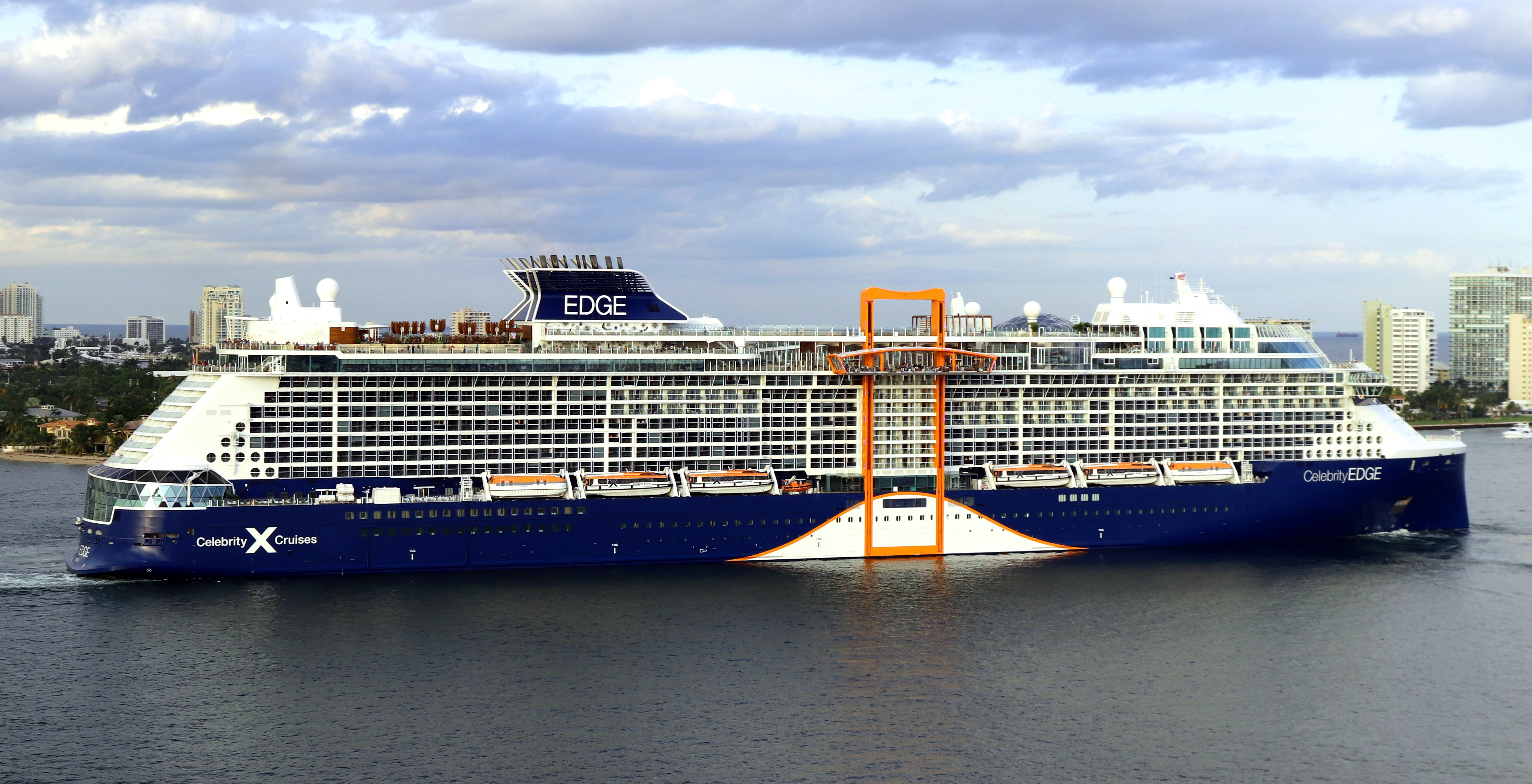
Der Magic Carpet

Die Celebrity Edge ist mit 130.818 BRZ vermessen und war damit das größte Schiff in der Flotte von Celebrity Cruises. Zu den Neuheiten an Bord der Celebrity Edge zählt ein als The Magic Carpet bezeichnetes, bewegliches Deck, das für verschiedene Zwecke genutzt werden kann. Zudem verfügt das Schiff über eine dreistöckige Lounge sowie die ersten Kabinen der Reederei für Alleinreisende.
Das Schiff verfügt über einen Bug, der parabelförmig ansteigt; dies soll gegenüber herkömmlichen Designs Treibstoff sparen. Die Propeller befinden sich an der Front des Gehäuses (Pull-Konfiguration), sie können somit in einem störungsarmen, wenig turbulenten Wasser wirken.